# Bọng
Bọng là một bọc nhỏ chứa dịch cơ thể (bạch huyết, huyết thanh, huyết tương, máu, hoặc mủ) hình thành tại lớp thượng bì thường gây ra bởi chà xát mạnh (ma sát), bỏng, lạnh, tiếp xúc với hóa học hoặc nhiễm trùng. Hầu hết bọng chứa dịch trong, huyết thanh hay huyết tương. Tuy nhiên, bọng có thể chứa đầy máu (gọi là "bọng máu") hoặc mủ (ví dụ, nếu bị nhiễm trùng).
Để lành da, không nên chọc vỡ bọng trừ khi cần thiết. Nếu bọng bị vỡ, không nên loại bỏ phần da thừa ở mặt ngoài bởi vì lớp da bên dưới cần lớp trên này để phát triển lành tổn thương.

## Sinh lý bệnh

### Bọng ma sát
Bọng ma sát xuất hiện do lực tác động mạnh giữa bề mặt da và cơ thể. Các lớp da quanh lớp gai là dễ bị bong nhất. Khi các lớp gai bị tách khỏi mô liên kết phía dưới, huyết tương sẽ bị khuếch tán vào lớp tách này. Lượng huyết tương này sẽ giúp tế bào mới phân chia và phát triển thành mô liên kết mô mới và lớp thượng bì.
Các dịch trong sẽ được hấp thụ lại những tế bào mới phát triển và sưng sẽ giảm dần. Bọng gây đau nằm trên tay (mặt lòng bàn tay) và chân (mặt gan chân) là do để mô tách sâu hơn lớp thượng bì, gần đầu dây thần kinh. Tổn thương lan đến các mô sâu hơn sẽ dễ nhiễm trùng hơn.